# Matador (comics)
Pour les articles homonymes, voir Matador (homonymie).
Le Matador est un super-vilain créé par Marvel Comics. Il est apparu pour la première fois dans Daredevil #5, en 1964.
C'est un des premiers ennemis de Daredevil.

## Origine
Manuel Eloganto était un des plus célèbres matadors espagnols, mais aussi le plus cruel. À sa dernière apparition dans l'arène, il fut hué par le public pour sa trop grande brutalité. Confus, il fut piétiné et séjourna à l'hôpital.
On le revit aux USA. Lors d'une soirée costumée, il tenta de voler son hôte mais fut repéré par Matt Murdoch, lui aussi invité. Il réussit à vaincre l'Homme sans peur et à s'enfuir.
Il poursuivit sa carrière de voleur pendant quelques jours, jusqu'à ce que Matt Murdoch fasse une déclaration publique, prétendant que Daredevil était le Matador costumé. Le Matador fut irrité par cela et rendit visite à Murdoch dans son bureau, où l'attendait bien sûr Daredevil. Il fut battu et arrêté.
Electro recruta le Matador au sein des Émissaires du Mal, pour se venger de Daredevil. Les super-vilains furent battus par le héros.
Plus tard, le Matador s'associa avec l'Homme-taureau pour voler une relique chinoise. Eloganto comptait se débarrasser de son acolyte, mais ce dernier fut battu lors d'un combat contre Daredevil. Les deux criminels se retournèrent l'un contre l'autre et chutèrent dans un lac. Tous deux survécurent.
On revit le Matador des années plus tard. Il fut la cible de l'organisation de Scourge. Mais la femme qui devait le tuer, Priscilla Lyons, n'eut pas le courage de le faire. L'Espagnol avait en effet quitté le monde du crime et vivait avec sa sœur à Los Angeles, dans la pauvreté.
Quelque temps plus tard, le Maître de manège hypnotisa Eloganto pour piéger Daredevil, mais ce dernier déjoua son plan.
On ignore depuis ses activités.

## Pouvoirs
- Le Matador n'a pas de super-pouvoirs. C'est un homme agile et rapide, possédant des notions d'acrobaties et de crochetage de serrure.